# بيتر فريدن
بيتر فريدن (بالدنماركية: Peter Frödin)‏ (ولد في 7 يناير 1964) هو ممثل وممثل كوميدي ومغني دنماركي. بدأ مسيرته في عام 1984 كممثل. وفي وقت لاحق لعب مع بابريكا ستين وهيلا يوف ومارتن بريكمان في كافي تياترات، مما أدى إلى سنوات عديدة من التعاون في مجموعات الكوميديا ليكس وكلاتن، وديت برون بونكتوم. استضاف مع هيلا يوف عرضًا بعنوان بوليرفينس
(1990-1992). كان لديه الكثير من الأدوار في الأفلام الدنماركية مثل هانيبال وجيري، وموتيلو، وميركل، وغيرهم.
كما شارك في عديد الإعلانات التجارية الدنماركية، كما كانت الموسيقى من مجموعات الكوميديا ليكس وكلاتن، وديت برون بونكتوم، أغاني إذاعية كبيرة في الدنمارك حيث تم الكشف عن موهبته كمغني.غنى بيتر فرودين أغنية مع جيمي يورجينسن التي بعنوان فنت با ميك وكانت الأغنية الأكثر عزفاً في الإذاعة في الفترة من 1995 إلى 2010. في برنامج تلفزيوني بعنوان هير إر ديت لي في قناة دي أر1 دعا المنشط يارل فريس ميككيلسن بيتر فريدن 'واحد من أفضل الموسيقيين في الدنمارك'.
عمل بيتر مع سوران أوستيوكارد وقاموا بصنع سيرك يدعى سيرك نيمو وهو «سيرك كوميدي» يقوم بجولة في الدنمارك في أشهر الصيف.
بيتر فريدن مثلي الجنس علنا، وقد ارتبط بعلاقة عاطفية منذ عام 1997 مع شريكه يون يورغنسن، ودخلا في شراكة مسجلة عام 2007.

## وصلات خارجية
بيتر فريدن على موقع IMDb (الإنجليزية)
- بيتر فريدن على موقع ألو سيني (الفرنسية)
- بيتر فريدن على موقع ميوزك برينز (الإنجليزية)
- بيتر فريدن على موقع أول موفي (الإنجليزية)
- بيتر فريدن على موقع قاعدة بيانات الأفلام السويدية (السويدية)
- بيتر فريدن على موقع أول ميوزيك (الإنجليزية)
- بيتر فريدن على موقع ديسكوغز (الإنجليزية)
- بيتر فريدن على موقع قاعدة بيانات الفيلم (الإنجليزية)
- بيتر فريدن على موقع كينوبويسك (الروسية)